# Engelepogon naxia
Engelepogon naxia är en tvåvingeart som först beskrevs av Macquart 1838.  Engelepogon naxia ingår i släktet Engelepogon och familjen rovflugor. Inga underarter finns listade i Catalogue of Life.